# Сен-Жёр-д’Э
Сен-Жёр-д’Э (фр. Saint-Jeure-d'Ay, окс. Sant Jeure d'Ay) — коммуна во Франции, находится в регионе Рона — Альпы. Департамент коммуны — Ардеш. Входит в состав кантона Сатийё. Округ коммуны — Турнон-сюр-Рон.
Код INSEE коммуны — 07250.

## Население
Население коммуны на 2008 год составляло 444 человека.
| 1962 | 1968 | 1975 | 1982 | 1990 | 1999 | 2008 |
| ---- | ---- | ---- | ---- | ---- | ---- | ---- |
| 298  | 299  | 304  | 349  | 370  | 380  | 444  |

## Экономика

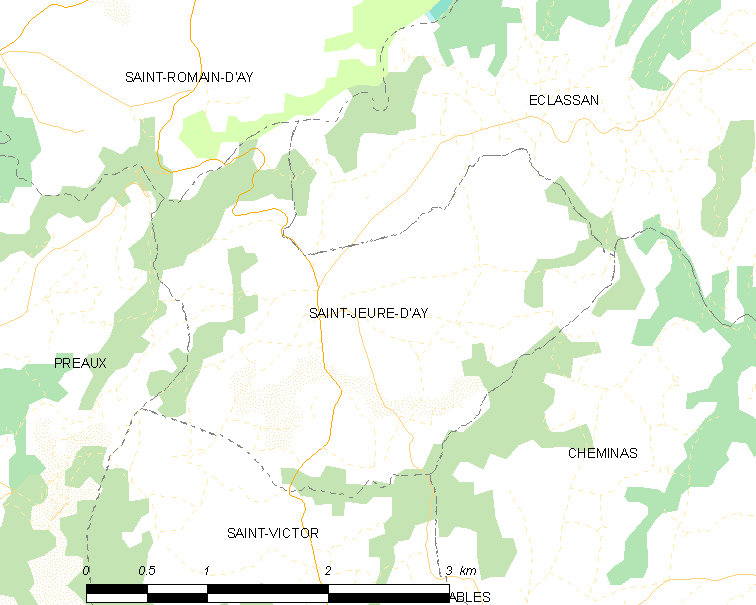
Карта коммуны

В 2007 году среди 267 человек в трудоспособном возрасте (15—64 лет) 192 были экономически активными, 75 — неактивными (показатель активности — 71,9 %, в 1999 году было 66,3 %). Из 192 активных работали 183 человека (99 мужчин и 84 женщины), безработных было 9 (2 мужчин и 7 женщин). Среди 75 неактивных 31 человек были учениками или студентами, 24 — пенсионерами, 20 были неактивными по другим причинам.

## Достопримечательности
- Церковь XIV века
- Фонтан со статуей Жанны д’Арк